# Katastrofa lotu LAPA 3142

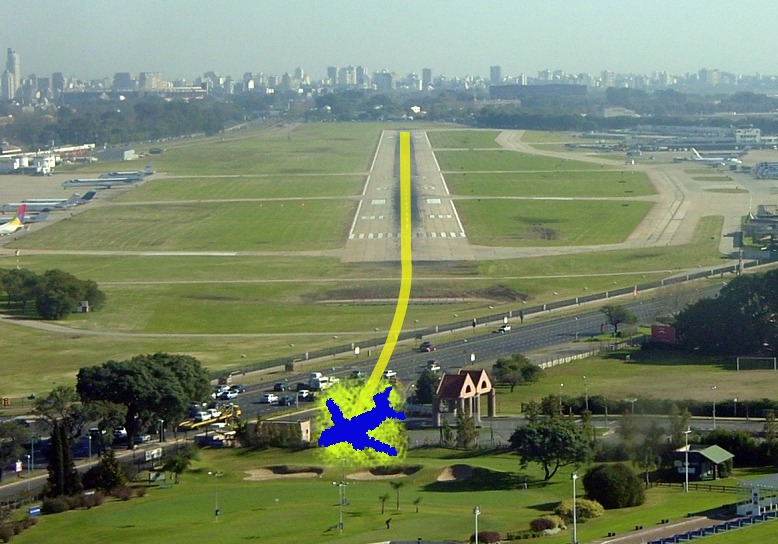
Trasa jaką przebył samolot do momentu wypadku

Katastrofa lotu LAPA 3142 – 31 sierpnia 1999 roku, Boeing 737-204C, należący do argentyńskich linii Líneas Aéreas Privadas Argentinas, lecący z Buenos Aires do Córdoby, rozbił się podczas startu. W wypadku zginęło 65 osób (w tym 2 osoby na ziemi), a 37 osób zostało rannych.

## Samolot
Samolot został wyprodukowany w 1970 roku i miał wylatane 67 864 godzin w trakcie 41 851 lotów. Linie LAPA kupiły samolot w grudniu 1996 roku od francuskich linii lotniczych TAT European Airlines.

## Załoga lotu 3142
Kapitanem samolotu był 45-letni Gustavo Weigel, a drugim pilotem 31-letni Louis Etcheverry.

## Przebieg lotu
Lot 3142 do Córdoby miał trwać 75 minut, a start został zaplanowany na 20:36. Maszyna wystartowała z opóźnieniem o 20:55. Problemy z maszyną wystąpiły w momencie startu. Samolot uderzył kolejno w antenę ILS, ogrodzenie, wiatę na przystanku autobusowym, dwa samochody, dwie koparki i nasyp, gdzie się zatrzymał i stanął w płomieniach.
Śmierć poniosło 3 członków załogi, 60 pasażerów i 2 osoby w samochodzie. Spośród pasażerów i członków załogi lotu 3142 ocalało 37 osób.

## Przyczyny
Przyczyną był błąd pilotów. Piloci mieli problemy osobiste i podczas sprawdzania listy kontrolnej dyskutowali o nich. W efekcie opuścili punkt dotyczący ustawienia klap na skrzydłach w pozycji startowej. Podczas rozbiegu zignorowali sygnał ostrzegawczy informujący o nieprawidłowym ustawieniu klap. Po oderwaniu się od ziemi samolot nie uzyskał dostatecznej siły nośnej umożliwiającej wznoszenie. Doszło do przeciągnięcia i uderzenia w ziemię.